# Perwomaisk
Perwomaisk (russisch Первомайск) ist eine Stadt in der Oblast Nischni Nowgorod (Russland) mit 14.568 Einwohnern (Stand 14. Oktober 2010).

## Geografie
Die Stadt liegt etwa 190 km südlich der Oblasthauptstadt Nischni Nowgorod nahe der Grenze zu Mordwinien am Oberlauf des Flüsschens Umotsch, eines linken Nebenflusses des wenig südlich fließenden Alatyr im Flusssystem der Wolga.
Perwomaisk ist Verwaltungszentrum des gleichnamigen Rajons.

## Geschichte
Der Ort entstand als Arbeitersiedlung im Zusammenhang mit der Errichtung einer Eisengießerei auf Grundlage lokaler Eisenerzvorkommen durch den Großgrundbesitzer Alexander Karamsin (Sohn des Historikers und Schriftstellers Nikolai Karamsin) Mitte des 19. Jahrhunderts. Das Werk begann 1853 zu produzieren. Die Siedlung hieß zunächst Taschino nach der Koseform Tascha des Namens der Ehefrau des Besitzers, Natalja.
1927 erhielt der Ort den Status einer Siedlung städtischen Typs, und am 18. April 1951 wurden bei Umbenennung des Ortes in Perwomaisk (von russisch Perwoje Maja für Erster Mai) die Stadtrechte verliehen.

### Bevölkerungsentwicklung
| Jahr | Einwohner |
| ---- | --------- |
| 1939 | 7.438     |
| 1959 | 13.707    |
| 1970 | 15.074    |
| 1979 | 16.410    |
| 1989 | 16.428    |
| 2002 | 15.094    |
| 2010 | 14.568    |

Anmerkung: Volkszählungsdaten

## Kultur und Sehenswürdigkeiten
Vier Kilometer von Perwomaisk entfernt befindet sich die Karstdoline Grafinskije propasti.
Beim 25 Kilometer nördlich im Rajon Perwomaisk gelegenen, im 16. Jahrhundert erstmals urkundlich erwähnten Dorf Bolschoi Makatelem liegt der verwilderte Rogoschka-Park um den ehemaligen Landsitz der Familie Karamsin, der jedoch wiederhergestellt werden soll.

## Wirtschaft und Infrastruktur
Wichtigstes Unternehmen ist das Werk für pneumatische Ausrüstungen (Bremsen, Kompressoren usw.) für Eisenbahnfahrzeuge Transpnewmatika, welches in den 1930er Jahren auf Grundlage der alten Gießerei entstand. Daneben gibt es Betriebe der Textil-, holzverarbeitenden und Lebensmittelindustrie.
Die Stadt ist Endpunkt einer 55 Kilometer langen Eisenbahnstrecke, die in Schatki von der Strecke Rusajewka–Arsamas–Nischni Nowgorod abzweigt.